# Campeonato Mundial de Esquí Acrobático de 1993
El IV Campeonato Mundial de Esquí Acrobático se celebró en la localidad alpina de Altenmark (Austria) entre el 9 y el 14 de marzo de 1993 bajo la organización de la Federación Internacional de Esquí (FIS) y la Federación Austriaca de Esquí.

## Medallistas

### Masculino
| Evento              | Oro                                     | Plata                                  | Bronce                           |
| ------------------- | --------------------------------------- | -------------------------------------- | -------------------------------- |
| Baches (13.03)      | Jean-Luc Brassard · Canadá · 26,57 pts. | Fabien Bertrand Francia 25,27 pts.     | Olivier Cotte Francia 25,21 pts. |
| Acrobacias (12.03)  | Fabrice Becker Francia 29,30            | Rune Kristiansen · Noruega · 29,00     | Lane Spina Estados Unidos 26,80  |
| Salto aéreo (14.03) | Philippe LaRoche · Canadá · 231,78      | Richard Cobbing Reino Unido 229,75     | Jean-Marc Bacquin Francia 229,38 |
| Combinada (11.03)   | Serguei Shupletsov · Rusia · 27,71      | Trace Worthington Estados Unidos 27,66 | Hugo Bonatti · Austria · 25,62   |

### Femenino
| Evento              | Oro                                         | Plata                               | Bronce                                |
| ------------------- | ------------------------------------------- | ----------------------------------- | ------------------------------------- |
| Baches (13.03)      | Stine Lise Hattestad · Noruega · 25,21 pts. | Petra Moroder · Italia · 23,96 pts. | Bronwen Thomas · Canadá · 23,87 pts.  |
| Acrobacias (12.03)  | Ellen Breen Estados Unidos 25,50            | Sharon Petzold Estados Unidos 24,14 | Cathy Féchoz Francia 23,94            |
| Salto aéreo (14.03) | Lina Cheryazova Uzbekistán 161,37           | Marie Lindgren · Suecia · 154,90    | Kristean Porter Estados Unidos 152,99 |
| Combinada (11.03)   | Katherina Kubenk · Canadá · 27,96           | Natalia Orejova · Rusia · 27,16     | Kristean Porter Estados Unidos 26,77  |

## Medallero
| Núm. | País           | Oro | Plata | Bronce | Total |
| ---- | -------------- | --- | ----- | ------ | ----- |
| 1    | Canadá         | 3   | 0     | 1      | 4     |
| 2    | Estados Unidos | 1   | 2     | 3      | 6     |
| 3    | Francia        | 1   | 1     | 3      | 5     |
| 4    | Noruega        | 1   | 1     | 0      | 2     |
| 4    | Rusia          | 1   | 1     | 0      | 2     |
| 6    | Uzbekistán     | 1   | 0     | 0      | 1     |
| 7    | Italia         | 0   | 1     | 0      | 1     |
| 7    | Reino Unido    | 0   | 1     | 0      | 1     |
| 7    | Suecia         | 0   | 1     | 0      | 1     |
| 10   | Austria        | 0   | 0     | 1      | 1     |
|      | TOTAL          | 8   | 8     | 8      | 24    |